# Лопес, Клара
 Клара Лопес (исп. Clara López; род. 12 апреля 1950, Богота) — колумбийский государственный и политический деятель. Исполняла обязанности мэра Боготы с 2011 по 2012 год, а с 2016 по 2017 год работала министром труда Колумбии. Получила экономическое образование в Гарвардском университете. Была кандидатом от партии «Альтернативный демократический полюс» на должность президента Колумбии на выборах 2014 года. С июля 2022 года является сенатором республики от «Исторического пакта для Колумбии».

## Биография
Родилась 12 апреля 1950 года в Боготе в семье Альваро Лопеса Ольгина (внука Альфонсо Лопеса Пумарехо) и Сесилии Обрегон Роча (двоюродной сестры художника Алехандро Обрегона). Училась в колледже в Боготе, но позже переехала в Маклин, штат Виргиния, США, где посещала престижную подготовительную школу-интернат для девочек Мадейра. В 1968 году после окончания средней школы поступила в Гарвардский университет, где стала активным участником студенческого движения против участия Соединённых Штатов Америки во Вьетнамской войне. В июне 1972 года получила диплом бакалавра искусств с отличием.
Вышла замуж 13 сентября 1980 года за канадского банкира Эдмона Жака Куртуа Миллера в Тенхо (Кундинамарка), с которым она познакомилась во время учебы в Гарварде. Пара развелась после того, как тот признал себя виновным в обвинениях в инсайдерской торговле в Нью-Йорке в 1983 году, когда он торговал конфиденциальной информацией о сделках, будучи вице-президентом отдела слияний и поглощений Morgan Stanley с 1974 по 1977.
За свою политическую карьеру Лопес состояла в таких силах, как Колумбийская либеральная партия (1972–1979), левый октол от неё «Новый либерализм» (1979–1986), «Патриотический союз» (1986–1990), «Альтернативный демократический полюс» (2006–2017), который она возглавила в 2010 году, обойдя Густаво Петро, «Индейский социальный альянс» (2017–2018), «Колумбийское возрождение» (2019–2020) и вновь «Патриотический союз» (с 2021).